# Ludwig Kirschner (General)

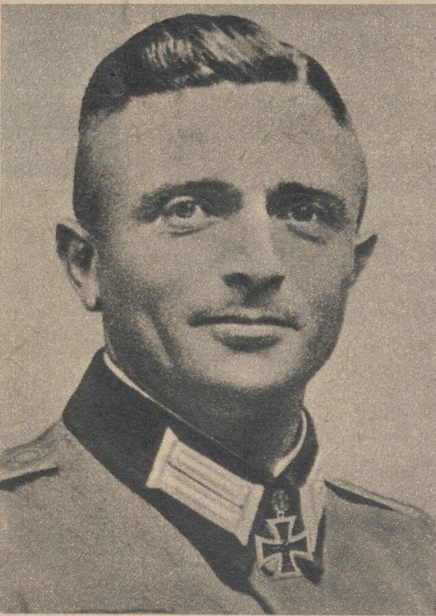
Oberstleutnant Ludwig Kirschner, 1942

Ludwig Kirschner (* 12. Juni 1904 in Bayreuth; † 11. Februar 1945 bei Saybusch) war ein deutscher Offizier, zuletzt Generalmajor im Zweiten Weltkrieg.

## Leben
Ludwig Kirschner trat am 1. Mai 1925 als Offizieranwärter der Bayerischen Landespolizei bei. Am 16. Dezember 1928 wurde er Polizeileutnant. 1934 wurde er zum Polizeioberleutnant ernannt und im November 1935 als Oberleutnant in die Wehrmacht übernommen und kam später zum Infanterie-Regiment 110 bei der 33. Infanterie-Division.
Am 1. Oktober 1936 wurde er Hauptmann und ab 1939 Chef der 2. Kompanie des Infanterie-Regiments 104, welches, zu Beginn des Zweiten Weltkrieges der 33. Infanterie-Division unterstellt, erst als Sicherung an der Westgrenze eingesetzt wurde und später bis nach Frankreich vordrang. Im Oktober 1940 wurde er zum Kommandeur des 1. Bataillons des neu aufgestellten Infanterie-Regiments 436 (Landshut) bei der 132. Infanterie-Division und wurde dort am 1. August 1941 zum Major befördert. Mit dem Bataillon nahm er am Russlandfeldzug teil. Im November 1942 wurde er Oberstleutnant und war bereits ab Mai 1942 Kommandeur des Infanterie-Regiments 72 bei der 46. Infanterie-Division. Es folgte im Mai 1943 seine Ernennung zum Oberst. Am 30. September 1943 gab er das Kommando über das Regiment ab und wurde in die Führerreserve versetzt. Im November 1943 übernahm er als Kommandeur die Bataillonsführerschule Antwerpen.
Ab dem 1. November 1944 führte er bis zu seinem Tode die neu aufgestellte 320. Volksgrenadier-Division. Es folgten schwere Kämpfe der Division an der Ostfront bei Krakau und in den Karpaten. Ab dem 12. Januar 1945 war die Division bei der 17. Armee in der Westkarpatischen Operation und der Weichsel-Oder-Operation eingebunden. Am 30. Januar erfolgte die Beförderung zum Generalmajor und damit die Übernahme des Kommandos.
Kirschner ist am 11. Februar 1945 bei Saybusch in Polen, wo die deutsche Verteidigungslinie am Fluss Soła war, gefallen.

## Auszeichnungen
- Eisernes Kreuz (1939) II. und I. Klasse
- Verwundetenabzeichen (1939) in Gold
- Infanterie-Sturmabzeichen in Silber
- Ritterkreuz des Eisernen Kreuzes mit Eichenlaub[3]
  - Ritterkreuz am 18. Januar 1942
  - Eichenlaub am 28. Oktober 1942 (135. Verleihung)